# Ya Chang
Ya Chang es un actor y cantante nipofilipino y que realiza su aparición en la cadena televisiva de ABS-CBN, en las series como Aalog-ALOG y Quizon Avenue. Nació en Japón pero actualmente reside en Filipinas, país que le dio la oportunidad para abrirse dentro del mundo del espectáculo como su carrera artística. Actuó también en el drama Maalaala Mo Kaya potray relacionada con su propia historia de su vida real. También colaboró a la tripulación del espectáculo en su primer episodio que se estableció en Japón. Otra serie en la que grabó y actuó fue en Kenjie, transmitida por la cadena ABS-CBN con Fonda Eva.